# Chelwaczauri
Chelwaczauri – wieś w Gruzji, w republice Adżarii. W 2014 roku liczyła 1085 mieszkańców.